# Vladímir Dolbonósov
Vladímir Dolbonósov (en ruso: Владимир Николаевич Долбоносов; Moscú, 8 de abril de 1949 - ibídem, 25 de septiembre de 2014) fue un futbolista ruso que jugaba en la demarcación de defensa.

## Biografía
Debutó como futbolista en 1967 con el FC Dinamo Moscú. Jugó un total de 151 partidos de liga, y marcando dos goles. En la temporada de su debut quedó en segundap posición en la Primera División de la Unión Soviética. Tres años después volvió a quedar en segunda posición, ganando además la Copa de la Unión Soviética. También jugó la final de la Recopa de 1972, perdiéndola por 3-2 contra el Rangers FC. Un año después quedó tercero en liga. En 1975 dejó el club y fichó por el FC Pajtakor Tashkent de Uzbekistán, donde jugó durante un año, retirándose posteriormente de los terrenos de juego. Desde 1992 hasta 1995 fue el presidente del FC Tyumen, y en 1998 el director general del mismo club. En el año 2000 fue el director del FC Torpedo-ZIL Moscow, y un año después del PFC Arsenal Tula.
Falleció el 25 de septiembre de 2014 en Moscú a los 65 años de edad.

## Clubes
| Club                 | País              | Año         | Partidos | Goles |
| -------------------- | ----------------- | ----------- | -------- | ----- |
| FC Dinamo Moscú      | RSFS de Rusia     | 1966 - 1975 | 255      | 4     |
| FC Pajtakor Tashkent | RSS de Uzbekistán | 1976        | 15       | 1     |

## Palmarés

### Campeonatos nacionales
| Título                     | Club            | País  | Año  |
| -------------------------- | --------------- | ----- | ---- |
| Copa de la Unión Soviética | FC Dinamo Moscú | Rusia | 1970 |